# Iuri Rudenko
Iuri Rudenko (în ucraineană Юрій Руденко; n. 12/24 august 1899) a fost un inginer și naționalist ucrainean, unul dintre fondatorii Organizației Naționaliștilor Ucraineni (OUN).

## Biografie
S-a născut la 12 august 1899 în orașul Ocnița (pe atunci în ținutul Hotin, gubernia Basarabia) în familia lui Gavril Rudenko. A studiat la gimnaziile de băieți din Vinnița și Moghilău. La 10 mai 1917, a absolvit școala comercială din Moghilău. Și-a continuat studiile la facultatea economică a Institutului Comercial din Kiev (până în decembrie 1919).
În cursul celui de-al treilea an de studii, s-a alăturat Armatei Republicii Populare Ucrainene la 24 mai 1920, fiind martor la ocuparea Kievului de către trupele poloneze și ucrainene. A fost internat în lagărul Stșalkovo (21 noiembrie 1920). În aceeași perioadă a studiat și absolvit Școala Comună de Tineret (27 iulie 1920-28 iulie 1921).  
În anii 1920, a emigrat în Cehoslovacia, devenind membru al Legiunii Naționaliștilor Ucraineni (LUN). Tot acolo, a absolvit catedra economică a facultății economice și cooperatiste din Poděbrady (1923-1928). A susținut cu succes teza „Comerțul exterior și politica comercială a Republicii Cehoslovace” (31 martie 1928).
Între 17 și 18 martie 1928 a participat la Congresul extraordinar al delegaților LUN de la Poděbrady, unde a intrat în Consiliul General al LUN în calitate de secretar general.
În 1929 participă la Primul Congres al Naționaliștilor Ucraineni din Viena.
Viața ulterioară nu este cunoscută.